# Sean Lock
Sean Michael Lock (Chertsey, 22 de abril de 1963-Muswell Hill, 16 de agosto de 2021) fue un comediante y actor británico.

## Biografía

### Carrera
Comenzó su carrera de comediante como monologuista y ganó el Premio Británico de Comedia en el año 2000 en la categoría de «mejor comediante en vivo», además de recibir una nominación al Premio Perrier de Comedia. Fue capitán de equipo en el programa de Channel 4 8 Out of 10 Cats de 2005 a 2015, y en 8 Out of 10 Cats Does Countdown de 2012 a 2021.
Lock realizó apariciones frecuentes en el escenario, la televisión y la radio. Tenía un estilo de comedia inexpresivo y sus rutinas eran a menudo calificadas como «surrealistas». También escribió material para Bill Bailey, Lee Evans y Mark Lamarr, y participó con frecuencia en programas de debate como Have I Got News for You, QI y They Think It's All Over.

### Fallecimiento
Falleció de cáncer en su hogar el 16 de agosto de 2021 a los 58 años de edad. Había sido diagnosticado con la enfermedad algunos años atrás.

## Filmografía

### Televisión
| Año       | Título                          | Papel          | Ref(s) |
| --------- | ------------------------------- | -------------- | ------ |
| 1991      | Acumen                          |                | [ 4 ]  |
| 1993      | Smart Alek                      | Alek           | [ 4 ]  |
| 1993      | Newman and Baddiel in Pieces    | Shenley Grange |        |
| 1995      | The World of Lee Evans          | Mitchell       |        |
| 1995      | Anton & Minty                   | Visitante      | [ 4 ]  |
| 1996      | The Chef and the Dancer         | Invitado       | [ 4 ]  |
| 1997      | The Jack Docherty Show          | Invitado       | [ 4 ]  |
| 1998      | Not The Jack Docherty Show      | Invitado       | [ 4 ]  |
| 1999      | Is It Bill Bailey?              |                | [ 5 ]  |
| 2000      | TV to Go                        | Invitado       | [ 4 ]  |
| 2000      | Stand up Perrier                | Invitado       | [ 4 ]  |
| 2001      | We Know Where You Live          | Invitado       | [ 4 ]  |
| 2001      | This Filthy Earth               |                | [ 4 ]  |
| 2002      | Jesus Christ Airlines           | Invitado       | [ 4 ]  |
| 2002      | Is This It?                     | Invitado       | [ 4 ]  |
| 2002–2004 | 15 Storeys High                 | Vince Clark    |        |
| 2003–2011 | QI                              | Panelista      | [ 6 ]  |
| 2004      | Today with Des and Mel          | Invitado       | [ 4 ]  |
| 2004      | The Terry and Gaby Show         | Invitado       | [ 4 ]  |
| 2004      | The Wright Stuff                | Panelista      | [ 4 ]  |
| 2005–2015 | 8 Out of 10 Cats                | Él mismo       |        |
| 2006–2007 | TV Heaven, Telly Hell           | Él mismo       | [ 4 ]  |
| 2012–2021 | 8 Out of 10 Cats Does Countdown | Él mismo       |        |
| 2012–2013 | The Channel 4 Mash Up           | Él mismo       | [ 4 ]  |
| 2014      | Sean Lock: Purple Van Man       | Él mismo       | [ 4 ]  |
| 2017      | Dying Laughing                  | Él mismo       | [ 4 ]  |
| 2020      | Mandy                           | Geoff          | [ 7 ]  |

### Radio
| Año       | Título               | Papel | Notas            | Ref(s) |
| --------- | -------------------- | ----- | ---------------- | ------ |
| 1998–1999 | 15 Minutes of Misery | Sean  | También escritor |        |